# Wiktor Romański
Wiktor Zygmunt Romański–Ślepowron (ur. 8 czerwca 1879 w Krakowie) – polski nauczyciel, pułkownik Korpusu Kontrolerów Wojska Polskiego II Rzeczypospolitej.

## Życiorys
Urodził się 8 czerwca 1879 w Krakowie. Został nauczycielem języka polskiego. Pracował od 7 lutego 1902. W 1909 uczył w C. K. IV Gimnazjum we Lwowie. Był profesorem przydzielonym do C. K. Państwowej Szkoły Przemysłowej w Krakowie, potem Wyższej Szkoły Przemysłowej w Krakowie.
Podczas I wojny światowej służył w armii austriackiej jako c. k. oficjał magazynów żywnościowych i wraz z załogą Twierdzy Przemyśl dostał się do niewoli rosyjskiej.
Po odzyskaniu przez Polskę niepodległości został przyjęty do Wojska Polskiego. Uczestniczył w wojnie polsko-ukraińskiej i w wojnie polsko-bolszewickiej służąc jako referent żywnościowy. W 1920 w stopniu porucznika prowiantowego był szefem wydziału żywnościowego w 6 Armii. W kwietniu 1920 w stopniu kapitana został skierowany na kurs intendentów do Paryża, po ukończeniu którego miał objąć w Polsce stanowisko kierownicze. Został awansowany na stopień podpułkownika w Korpusie Kontrolerów ze starszeństwem z 1 lipca 1919, a następnie na stopień pułkownika KK ze starszeństwem z 15 sierpnia 1924. Od kwietnia 1923 w stopniu podpułkownika intendentury był dyrektorem nauk w Wyższej Szkole Intendentury. W 1923, 1924 był też członkiem Grupy VI Wojskowej Kontroli Generalnej. W 1928 jako pułkownik przeniesiony w stan spoczynku mieszkał w Warszawie. W 1934 jako pułkownik KK ze starszeństwem z 1 lipca 1923 pozostawał wówczas w ewidencji Powiatowej Komendy Uzupełnień Kraków Miasto.

## Odznaczenie
- Krzyż Walecznych (przed 1923)[15]